# لوتی تشرینگ
لوتی تشرینگ (دزونگخا: བློ་གྲོས་ཚེ་རིང་؛ زادهٔ ۱۰ مهٔ ۱۹۶۹) سیاست‌مدار اهل بوتان است. او نخست وزیر کنونی بوتان از نوامبر ۲۰۱۸ است.